# Xian de Jiangling
Le xian de Jiangling (chinois : 江陵县 ; pinyin : jiānglíng xiàn) est un district administratif de la province du Hubei en Chine. Il est placé sous la juridiction de la ville-préfecture de Jingzhou. Il est situé au Sud-Est du District de Shashi. Le xian de Jiangling fut autrefois, sous le système féodal chinois, le territoire du vicomte Cen Wenben.

## Démographie
La population du district était de 390 429 habitants en 1999.